# Francis Thibault
Francis Thibault va ser un músic francès del segle xvii, que fou cantor i organista de la Catedral de Metz i publica una missa a 5 veus sobre el cant O Beata Saecilia (París, 1640).